# پگی کاس
پگی کاس (انگلیسی: Peggy Cass؛ ۲۱ مهٔ ۱۹۲۴ – ۸ مارس ۱۹۹۹) یک هنرپیشه اهل ایالات متحده آمریکا بود. وی بین سال‌های ۱۹۴۹ تا ۱۹۹۷ میلادی فعالیت می‌کرد.